# Wyman B. S. Moor
Wyman B. S. Moor (Waterville, 1811. november 11. – Lynchburg, 1869. március 10.) az Amerikai Egyesült Államok szenátora (Maine, 1848).

## Élete
A Maine állambeli Waterville városban született.